# José Santos Bañuelos
José Santos Bañuelos är en ort i Mexiko.   Den ligger i kommunen Sombrerete och delstaten Zacatecas, i den centrala delen av landet, 700 km nordväst om huvudstaden Mexico City. José Santos Bañuelos ligger 2 192 meter över havet och antalet invånare är 688.
Terrängen runt José Santos Bañuelos är lite kuperad, och sluttar österut. Runt José Santos Bañuelos är det glesbefolkat, med 17 invånare per kvadratkilometer. Närmaste större samhälle är Benito Juárez, 17,5 km sydost om José Santos Bañuelos. Omgivningarna runt José Santos Bañuelos är i huvudsak ett öppet busklandskap.